# Sławkowska Przełęcz
Sławkowska Przełęcz (słow. Slavkovské sedlo, niem. Blásyscharte, węg. Blásy-horhos, Blásy-nyereg) – szeroka przełęcz położona na wysokości ok. 2295 m n.p.m., odgraniczająca Sławkowską Grań od Nowoleśnej Grani w słowackiej części Tatr Wysokich. Odgranicza ona także dwa skrajne wierzchołki tych grani – Zadnią Sławkowską Czubę i Skrajną Nowoleśną Turnię. Na Sławkowską Przełęcz nie prowadzą żadne znakowane szlaki turystyczne, dla taterników stanowi dogodne przejście pomiędzy Doliną Sławkowską a Doliną Staroleśną.
Na siodło Sławkowskiej Przełęczy wchodzono od dawna. Była ona dobrze znana koziarzom, a od ok. 1885 r. także turystom.
Polska i słowacka nazwa Sławkowskiej Przełęczy pochodzi od Sławkowskiego Szczytu. Nazewnictwo niemieckie i węgierskiego upamiętnia Eduarda Blásyego – znanego węgierskiego taternika, pierwszego zdobywcę wierzchołka Rysów.

## Historia
Na przełęcz od dawna wchodzili myśliwi, od ok. 1885 r. także turyści. Pierwsze wejście zimowe: Gyula Hefty, Pavol Čižák, Johann Franz junior, Johann Hunsdorfer senior, Paul Kirner, Ján Počúvaj, Paul Schmied i Johann Strompf junior, 8 marca 1914 r.

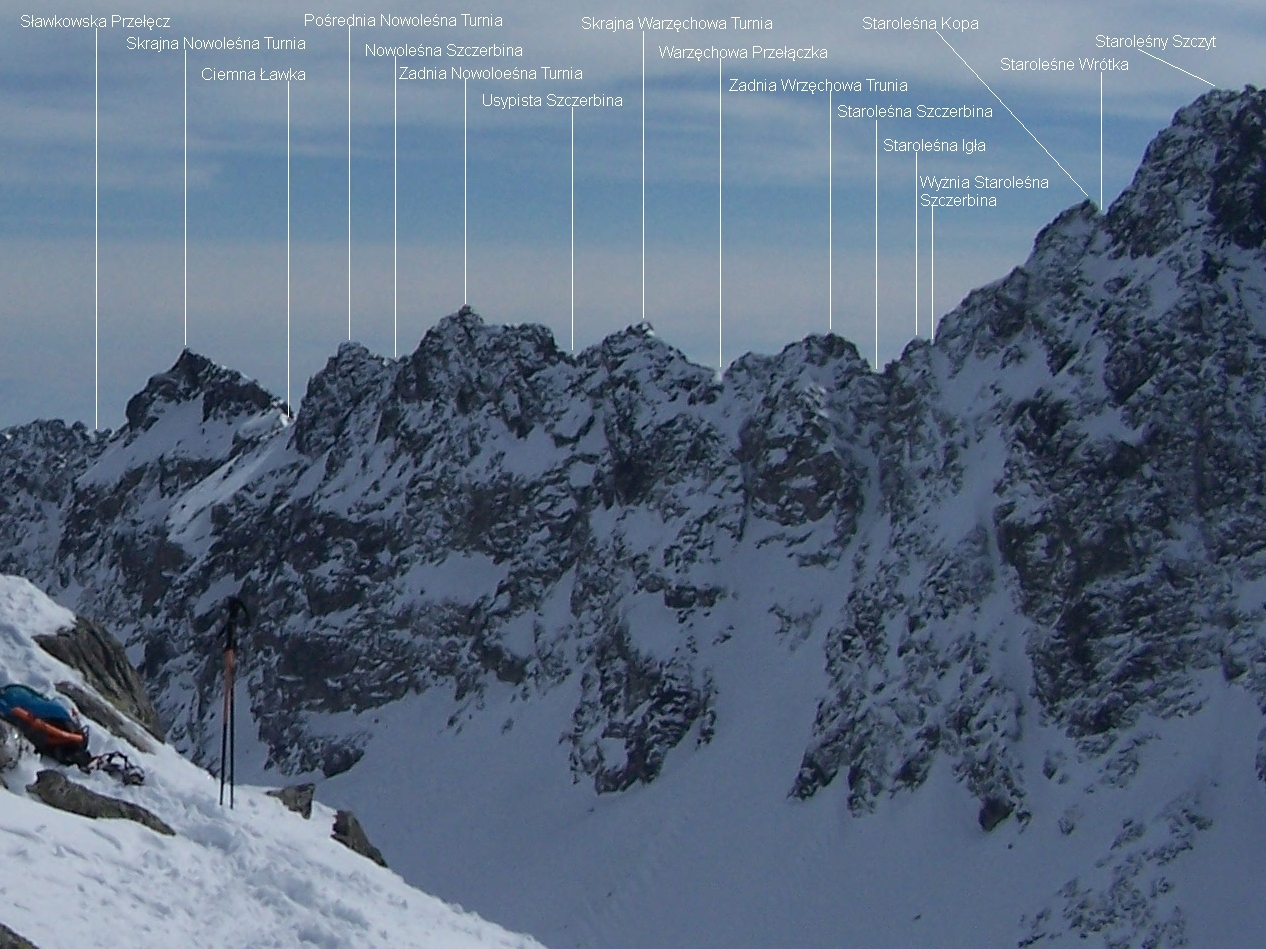
Widok ze Świstowego Szczytu